# 쿼라
쿼라(Quora)는 사용자 커뮤니티에 의해 질문을 요청하고 질문에 답변하며 수정 및 정리하는 질의 응답 웹사이트이다. 이 기업은 2009년 6월 설립되었으며 대중들이 웹사이트를 이용할 수 있게 된 시기는 2010년 6월 21일이다. 쿼라는 주제들에 대한 질문과 답변을 한데 모은다. 사용자는 질문을 편집하고 다른 사용자들의 답변에 대한 편집을 제안함으로써 협업할 수 있다.

## 같이 보기
- 야후! 지식검색